# عين الحسد

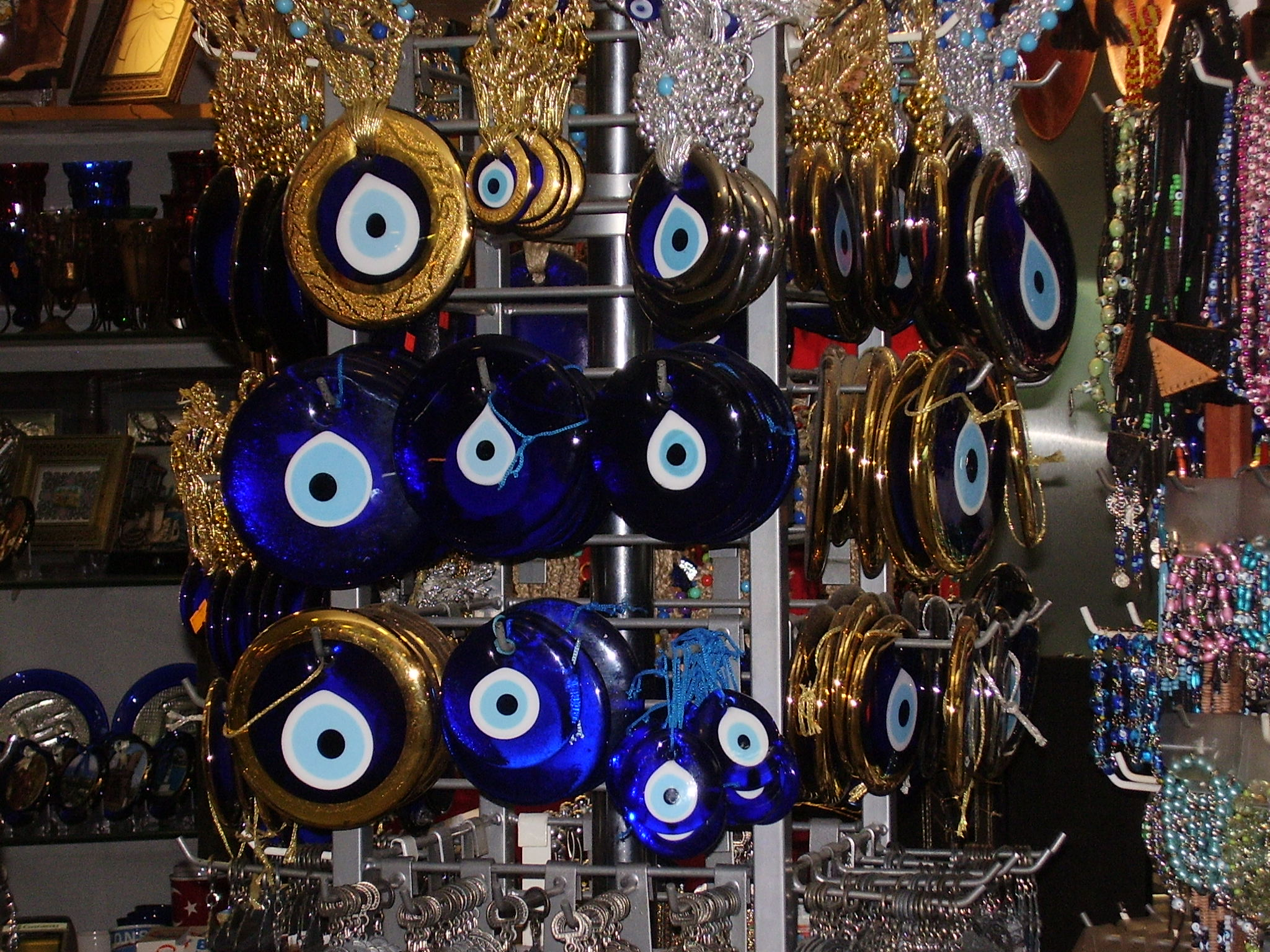
تعاويذ وأعين مزينة بالزخارف تستخدم لدرء العين اللامة.

اللَّامَّة أو عين الحسد هي نظرة حاسدة تؤمن بها العديد من الثقافات وبقدرتها على التسبب بالإصابات أو جلب الحظ السيئ للشخص الموجهة إليه هذهِ النظرة، لأسباب عديدة قد تكون حسداً أو كراهيةً. ويشير هذا المصطلح أيضاً، إلى قوة تصدر من أشخاص معينين تؤدي لإصابة آخرين بالعمد، والتسبب لهم بسوء الحظ عن طريق نظرة الحسد أو تمني قلة الحظ. والعين الحسودة عادةً ما تُعْطِى وتؤثر في الأشخاص بدون علمهم بها.
و تعرف في اللغة الفارسية ب "" (الإصابة بسبب العين) أو ب «شزم الي باد» (العين السيئه)
أما في اللغة التركية تعرف بـ «نزار،» وهي كلمه مشتقة من الكلمة العربية (نظر)
وفي أفغانستان بـ «تشاتشيم مورا»
أما في اليونانية توماتي
و مالديخو
و مالوكيو
وأما في مجتمع الهاواي فتعرف بـ «العين النتنة،»
وقد أدى هذا الاعتقاد العديد إلى اتخاذ الثقافات لإجراءات وقائية ضده. ويختلف هذا المفهوم وأهميته على نطاق واسع بين مختلف الثقافات، وعلى رأسها الشرق الأوسط، وقد ظهرت هذه الفكرة مرات عديدة في تراجم من العهد القديم. فقد كان هذا الاعتقاد ممتد على نطاق واسع بين العديد من قبائل البحر الأبيض المتوسط وآسيا وثقافاتهم، وتعتبر التعاويذ والأعين المزينة بالزخارف مشهداً مألوفاً في جميع أنحاء اليونان وتركيا، وقد أصبحت خياراً شائعاً كهدايا تذكارية يقتنيها السياح.

## صور من الاعتقادات
في بعض الثقافات، يُعتقد أن هناك عدة أناس بإمكانهم التسبب في لعنة للضحية بمجرد إعطائه نظرة حاقدة حادة. ومن أكثر صور الحسد شيوعاً، أنه من الممكن أن يصيب الحاسد شخصاً ما بالعين بغير قصد. كما أن تأثير الحسد قد يختلف من ضحية لأخرى، ففي بعض الثقافات ربما تسبب المصائب والحظ السيئ فقط. أما البعض الآخر فيُعتقد بأن هذه العين قد تسبب المرض والهزال أو حتى تصيب بالوفاة. وفي معظم الثقافات يعتقد بأن الضحايا الرئيسيين هم الرضع والأطفال الصغار، وذلك لأنهم عادةً محط أنظار وإعجاب الغرباء أو النساء المحرومين من الأطفال. وقد استكشف الراحل آلان دندس (أستاذ في التراث الشعبي في جامعة كاليفورنيا في بيركلي) العديد من المعتقدات في عدة ثقافات، واستطاع العثور على القواسم المشتركة بينهم، -وتتلخص في أن الشر الناجم عن هذه النظرة قد تتسبب بأعراض جفاف تؤدي للذبول، والذي يرتبط علاجه بالرطوبة، وهذا يفسر استخدام بعض الثقافات للأسماك لتحصينهم من هذه العين نظراً لرطوبتها. وهناك مقال لـ آلان دندس بعنوان «الرطوبة والجفاف والعين الحسودة»، ويعتبر هذا المقال مرجعا أساسيا لهذا الموضوع.
و في العديد من الثقافات، بإمكان الشخص -بدون نية خبيثة بأي شكل من الأشكال- إيذاء البالغين أو الأطفال، وحتى الممتلكات والماشية، وذلك ببساطة عن طريق النظر إليها بحسد. كلمة «عين الشيطان» هي كلمة غير دقيقة بعض الشي في هذا النص، لأنها توحي بوجود لعنة متعمدة على الضحية. ويمكن الحصول على فهم أفضل لمصطلح «العين الحسودة» لإصابة أحد ما بالعين، من خلال الكلمة الإنجليزية القديمة والتي تعني «إطالة النظر»، مما تعني إطالة النظر مع التركيز على الشي أو الشخص أو حتى الحيوان المرغوب فيه، لفترة طويلة جداً.

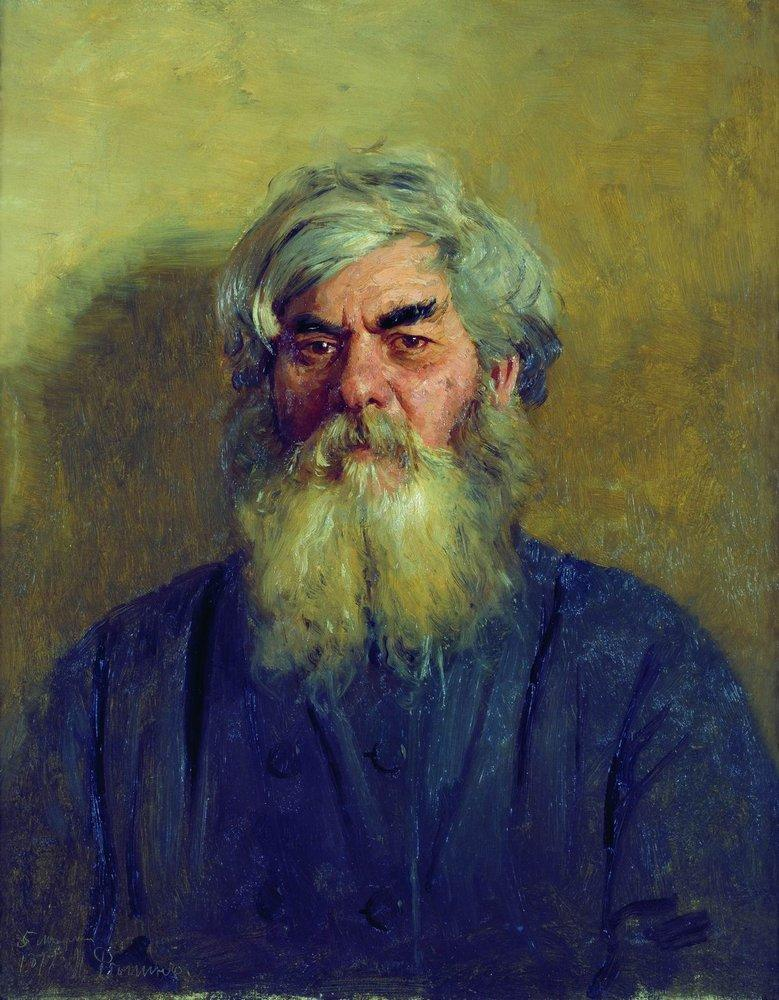
ايليا ريبين، فلاح روسي مشهور بالتسبب بالعين، (1877).

## التاريخ
تشهد كمية الأدلة الأثرية والأدبية على أن الاعتقاد بالعين الحسودة في منطقة البحر الأبيض المتوسط الشرقي انتشر من آلاف السنين بدءا من هسيود، كاليماخوس، أفلاطون، ديودوروس سيكولوس، ثيوكريتوس، بلوتارخ، هيليودورس، بليني الأكبر وألوس قاليوس. وفي كتاب «الإغريق والحسد» (1978) أشار المؤلف بيتر والكوت إلى أكثر من مائة من أعمال هؤلاء المؤلفين والتي تتحدث عن العين الحسودة. كما أن دراسة هذه المصادر الموثقة من أجل الكتابة عن هذه العين لا يؤدي إلا إلى رؤية جزئية للموضوع، سواء كانت تمثل الفلولكلورية، اللاهوتية، الطراز التقليدي أو الأنثروبولوجية المتبعة لفهم عين الشيطان.
في حين إتجه هذه المناهج المختلفة إلى التزود بمراجع شبيهة، تقدم كل منها استخدامات مختلفة لعين الحسد ويستند الخوف من هذه العين على الاعتقاد بأن بعض الأشخاص تتميز نظرة أعينهم بالقدرة على إصابة الآخرين أو حتى قتلهم بقصد أو بغير قصد.

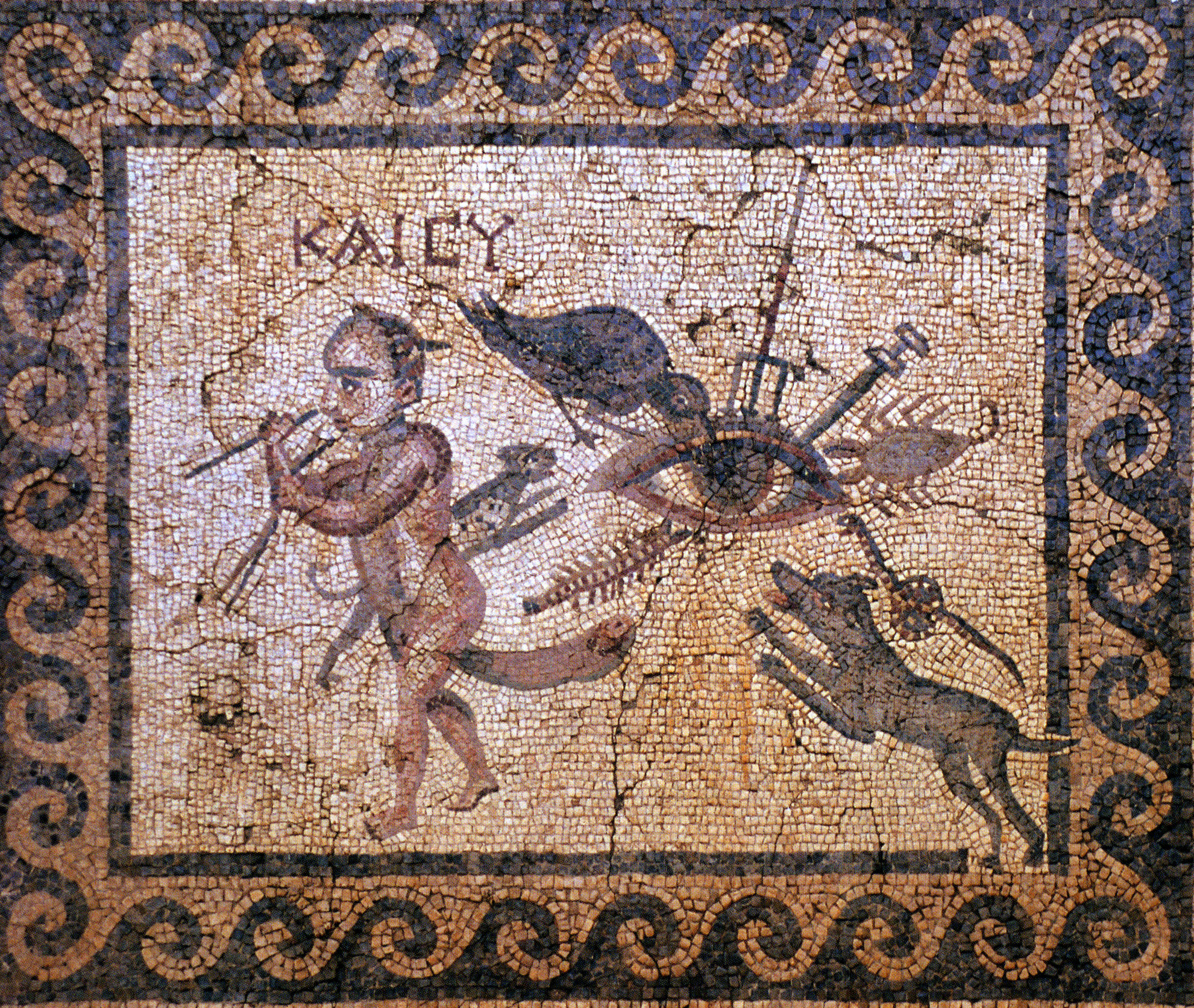
لوحة من أنطاكية صنعت من الفسيفساء في العهد الروماني تصور عدد كبير من الأدوات المستخدمة للحماية ضد العين.

## العصور الكلاسيكية القديمة
يستند الإيمان بالعين الحسودة خلال العصور القديمة على الأدلة من المصادر الأثرية مثل: أرستوفان وأثينايس وبلاترش وهيلودرس. وقد ذكر تفسير بلاترش العلمي أن العين كانت المصدر الرئيسي إن لم تكن الوحيدة للأشعة المميتة التي تنطلق كالأسهم المسمومة من عين الحاسد. فقد كان هذا التفسير العلمي للعين الحسودة شائعًا في الفترة اليونانية-الرومانية. وقد تعامل مع ظاهرة العين الحسودة كمصدر للتعجب وسبب في التشكيك لا يمكن تفسيره. وقد تعدد الإيمان بالعين الحسودة خلال العصور القديمة في مختلف المناطق والفترات. فلم يكن حجم الخوف من العين متساويًا في كل زوايا الإمبراطورية الرومانية. كانت هناك مناطق حيث يشعر الناس فيها بخوف أكثر تجاه خطورة العين. وفي الأيام الرومانية لم يكن الأفراد وحدهم هم من يستطيعون الإصابة بالعين، وإنما القبائل ككل، ولا سيما قبائل بونتوس وسيثيا. وقد كان سحر فالس الذي يطلق عليه مسمى فاسينوم باللاتينية، والذي يعني «إلقاء السحر»، يستخدم ضد عين الحسود. يُعتقد أن انتشار الإيمان بالعين نحو الشرق كان بسبب إمبراطورية الاسكندر الأكبر، الذي نشر هذا الاعتقاد بالإضافة إلى أفكار يونانية أخرى عبر إمبراطوريته.

## حول العالم
يعتبر الإيمان بالعين الحسودة شائعاً بشكل قوي في الشرق الأوسط وشرق وغرب أفريقيا وأمريكا الوسطى وجنوب آسيا وآسيا الوسطى وأوروبا خاصة منطقة البحر الأبيض المتوسط؛ كما انتشرت في مناطق أخرى بما فيها شمال أوروبا، وبشكل بارز في منطقة سلتي والأمريكتان، حيث تم جلبها من قبل المستعمرين الأوروبين والمهاجرين من الشرق الأوسط. وقد أقر الدين الإسلامي بأحقية العين والإيمان بها، بناءً على ما قاله محمد -صلى الله عليه وسلم-، "العين حق"..."[صحيح مسلم، كتاب 26، رقم 5427]. كما أن التحصين ضد العين عند المسلمين تصرف شائع؛ فبدلًا من التعبير بالإعجاب المباشر بطفل جميل مثلاً، من المعتاد قول " ماشاءالله" وهذا يعني "هذه إرادة الله" أو ذكر اسم الله على الشيء أو الشخص الذي تعبر عن إعجابك به. وقد كان هناك إيمان كبير بالعين الحسودة في الديانات القديمة منذ الأزل، وقد كان يتم استخدام التعاويذ والطلاسم كوسيلة للحماية من العين آنذاك.
و بالرغم من غياب مفهوم اللعنة الحاصلة من خلال التحديق غائبة إلى حد كبير في شرق آسيا ومجتمعات جنوب شرق آسيا، فإن لعنة يوزوق تَستثنى في الفلبين. وحيث أن ذوي العيون الفاتحة في إقليم إيجة والمناطق الأخرى نادروا الوجود نسبيآ، فيعتقد أن أصحاب العيون الخضراء والزرقاء لديهم القدرة على التسبب للآخرين بالعين بقصد أو بدونه. ومن المحتمل ظهور هذا الإيمان لدى مختلف الثقافات الغير معتادة على العين الحسودة كما في أوروبا الشمالية، حيث تفرض ضريبة محلية ضد تجاوز المدح أو التحديق في الأطفال. لذلك تستخدم التمائم ضد عين الحسود في اليونان وتركيا على شكل عين زرقاء. ويعتبر مصطلح «الحسد» عند أولئك الذين لا يؤمنون بالعين حرفيًا، وذلك يرجع إما بسبب الثقافة التي نشأوا فيها أو لعدم إيمانهم بمثل هذه الأشياء ببساطة، يعني أن تحدق في الشخص بنظرة غضب واشمئزاز.

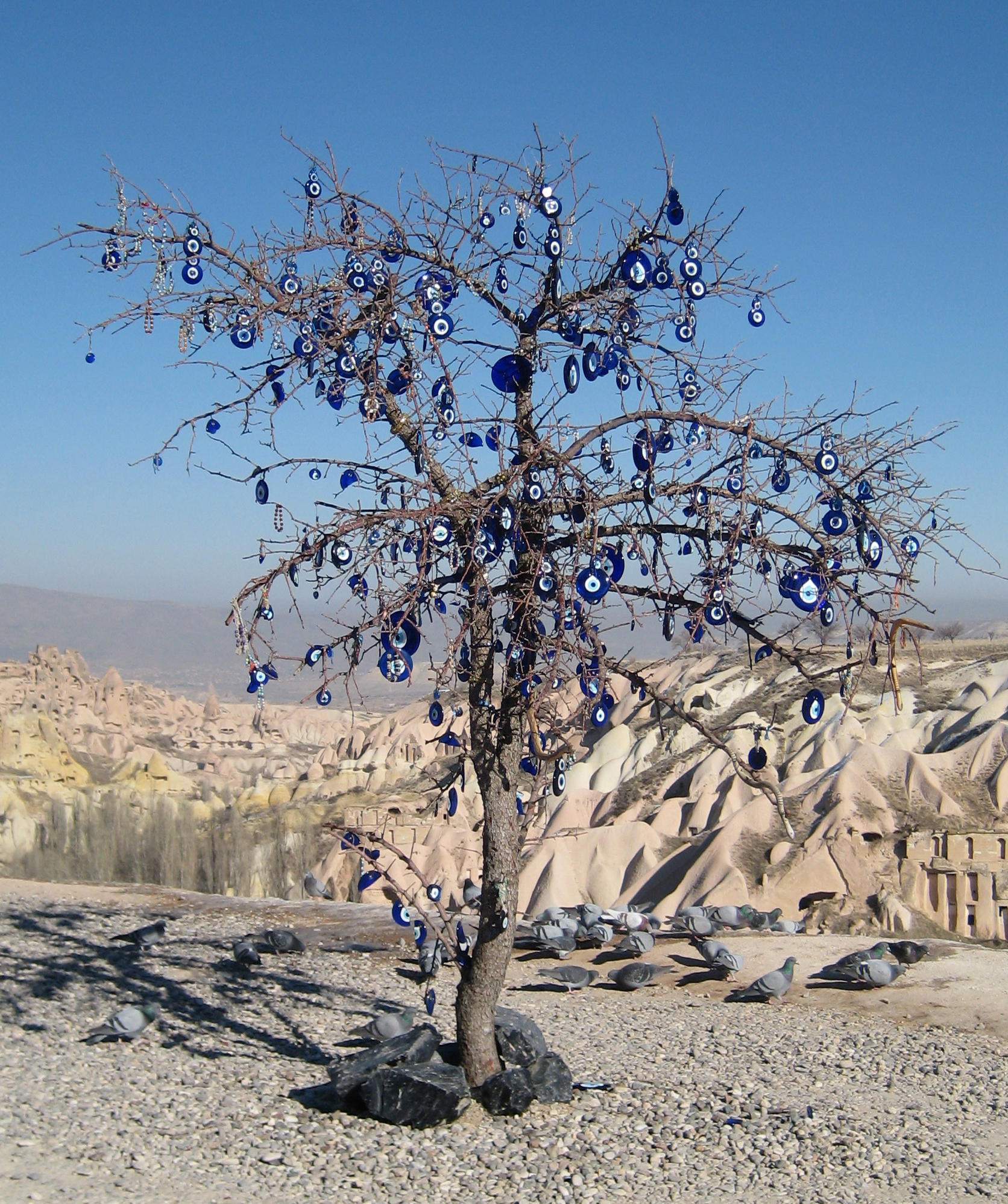
شجرة معلق عليها قطع من النزار في كابادوكيا، تركيا

## التعويذات والعلاجات الوقائية
أدت محاولات درء العين إلى عدد لا بأس به من التعويذات في مختلف الثقافات. وتعرّف هذه التعويذات بتحصينها للنفس وصد هذه العين الضارة. ويأتي مسماها من الكلمة اليونانية «أبو تروبك» وتعني الصد.
وهناك تعويذة وقائية شائعة في الشرق الأوسط عبارة عن أجسام مسطحة أو دائرية، تتكون من دوائر بدرجات اللون الأبيض والأزرق، وعادةً يكون ترتيبها بهذا الشكل «الأزرق الداكن ثم الأزرق الفاتح، فالأبيض، ويليه الأزرق الداكن مرة أخرى» وعين الشيطان متمركزة في الوسط، وقد تم العثور على بعض من هذه التعويذات في مقدمة عدة سفن وقوارب في البحر الأبيض المتوسط وبأشكال تراثية شعبية، وتعتبر هذه العيون المحدقة بمثابة رادع للشر..
وفي تركيا.. حيث تعرف باسم «نزار» تعتبر هذه التعويذة هي الأكثر شيوعاً هناك، وتوجد عادةً في البيوت والسيارات، أو قطع من الخرز يقومون بارتدائها.
وفي الشرق الأوسط، توجد العين الزرقاء أو الخضراء بأشكال عديدة في «يد الخمسة» وهي تعويذة ضد العين بشكل يد لها خمسة أصابع ولذلك سميت بـ«يد الخمسة»، وفي الثقافة اليهودية تسمى يد الخمسة بـ «يد مريم» وبعض المجتمعات الأسلامية يسمونها بـ«يد فاطمة». إلا أن عند المسلمين، أي رمز أو مجسم يحمي من العين ماهو إلا خرافات ليس لها صحة من الكلام، ففي الإسلام الله وحده هو الحامي ضد أي مكروه.

عين الخمسة، تعويذة مصنوعة لدرء العين الحاسدة.

## في الإسلام
وتعتبر الإصابة بالعين معتقداً شائع بين الناس وبأن هناك أناساً لديهم القدرة على التسبب بالضرر أو التأثير على الناس أو الحيوانات أو أي كائن بمجرد النظر إليه. وفي الإسلام، الله الواحد هو من يستطيع الحماية ضد الإصابة بالعين، وليس أي رمز أو كائن آخر. وقد حرم النبي محمد «صلى الله عليه وسلم» استخدام الطلاسم أو الرموز للحماية من الإصابة بالعين لأنها تصنف كعبادة للأوثان، وأمر باللجوء إلى الله وطلب الحماية منه. لتفادي إصابة أحد ما بالعين فغالبية المسلمين يقولوا «ماشاء الله» و«تبارك الله» عند الإعجاب بشي ما. وكذلك قراءة سورة الفلق وسورة الناس من القرآن الكريم تعتبر وسائل للتحصين ضد العين.

## الآشوريون
الشعب الآشوري يؤمن كذلك بالعين الحاسدة. فهم عادةً يقومون بارتداء قلادة مصنوعة من الخرز الأزرق أو الفيروزي اللون لحمايتهم من العين. وقد قيل بأن ذوي العيون الخضراء والزرقاء أكثر عرضة للإصابة بالعين. وهناك طريقة بسيطة وعفوية تستخدم في البلدان الأوروبية المسيحية، مقتبسة من الفصل الأول من رواية «برام ستوكر» بعنوان «دراكولا» والتي نشرت في سنة 1897 وهي تشكيل رمز الصليب بحركات اليد والإشارة بإصبع السبابة والخنصر نحو الشيء الذي تخشى أن تصيبه بالعين أو تجاه من تخشى أن يصيبك بالعين:
عندما بدأنا، كان الحشد المحيط بباب النزل والذي كان عددهم بحلول هذا الوقت قد تضخم إلى حجم كبير، جميعهم قد شكلوا علامة الصليب بأياديهم وأصابعهم تشير بإتجاهي. وبمواجهة بعض الصعوبات استطعت الوصول إلى رفيق لي وسؤاله عن قصدهم. وقد تردد في البداية عن إخباري، ولكن عند معرفته بأني شخص إنجليزي، وضح لي بأن المقصود كان بمثابة إجراء وقائي ضد العين.

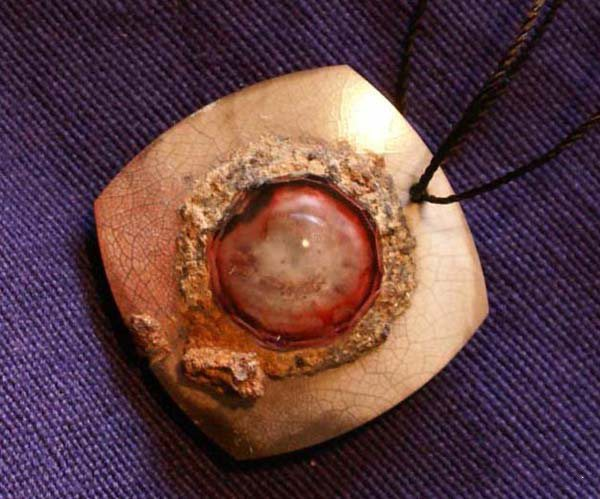
قلادة مصنوعة من الياقوت تتوسطه عين، عثر عليه من حضارة قديمة في بلاد الرافدين استخدمت كتعويذة للحماية من العين "مجموعة عادل نور"

## في الديانة اليهودية
لقد ذكرت العين الحسودة عدة مرات في كتاب «أخلاقيات آبائنا»، في الفصل الثاني، قام خمس تلامذة للحاخام الأكبر «ابن زكاي»، بإسداء نصيحة بشأن كيفية إتباع الطريق الصحيح في الحياة وتجنب الطريق الخاطئ. وقد قال حاخام «إليعازر» بأن العين الحاسدة أسوأ من اصدقاء السوء، وجار السوء، وحتى أشد سوءاً من قلبٍ فاسد. الديانة اليهودية تعتقد أن العين الصالحة الغير الحاسدة تشير إلى النية الحسنة واللطف تجاه الآخرين. وأي شخص يمتلك هذه الصفة سيشعر بالسعادة عند نجاح أي من زملائه، وسيتمنى الخير للجميع. ولكن العين الحاسدة هي على خلاف ذلك، فهي تدل على موقفٍ معاكس. وأي شخص يملك عين حاسدة لن يشعر بعدم السعادة فحسب عند نجاح الآخرين، بل وسيشعر بالضيق والحزن عند نجاجهم في أي من الأمور، وسوف يبتهج ويشعر بالفرح عندما يعاني الآخرون. فإن أي شخص من هذا النوع، يمثل خطرا كبيرا على نقاء أخلاقنا. وهناك أيضاً العديد من اليهود المتشددين الذين يتجنبون الحديث عن ممتلكاتهم الثمينة، أو أحداثهم السعيدة، وبالأخص يتجنبون التحدث عن أطفالهم وذلك خوفاً من العين، وإذا ذكر أي منها فإن المتكلم أو المستمع سيقول «بالعين حارة» وهي باللغة العبرية تعني بدون حسد، أو «كين عين حارة» وهي تعني بلغة اليديش «لهجة من لهجات الألمانية» بدون حسد كذلك. كما أنه تم اقتراح الوصية العاشرة التي تقول: «لاتطمع بأي شيء هو ملك لقريبك»، وهو عبارة عن قانون ينص على منع حسد الآخرين وإصابتهم بالعين.

## في الهندوسية
تسمى العين الحسودة في شمال الهند الحديثة بـ «نزار بوري» أو «درشتي» باللغة السنسكريتية، وهي اعتقاد قديم في الهند. وهناك عدة طرق مذكورة في آثار فافيدا لردع العين الحاسدة.

## في الحبشة
الإيمان بالعين الحسودة أو كما يطلق عليها في أثيوبيا «بودا» واسع الانتشار في أثيوبيا. ويعتقد عموماً بأن «البودا» هي ذات تأثير قوي على الأشخاص وتُمارس عادةً من قبل مجموعات ذات طبقات اجتماعية مختلفة، على سبيل المثال، جماعات الميتال، أو مجموعات «فلاشا» اليهودية وهو اسم يعني المنفيون أو الغرباء باللغة الأمهرية. ولذلك يحمل بعض نصارى أثيوبيا تميمة أو تعويذة تعرف بـ«الكتاب» وتستغيث باسم الإله، وذلك لردع «بودا» من أي تأثير سلبي عليهم. وسيصنع هذه التمائم والتعويذات إما رجل دين، أو شخص يكون على قدر من الثقافة.

## اليونان
تعرف العين الحسودة بعين "ماتي"، وهي تعني الأداة البصرية المخصصة للوقاية من الشر، وتعتبر عقيدة راسخة لدى اليونانيين يعود تاريخها إلى القرن السادس ما قبل الميلاد على أقل تقدير عندما بدأت في الانتشار على أوعية الشرب. ويتم التخلص من آثار العين السلبية في اليونان من خلال عملية علاجية حيث يقوم بها المداوي أو المعالج بالتلاوة بصمت والدعاء بأدعية متوارثة من أقارب كبار في السن من الجنس الآخر، وعادةً يكون هذا القريب إما الجد أو الجدة. ولا يتم الكشف عن هذه الأدعية واستخدامها إلا في ظل ظروف معينة. ووفقاً لهذا المعتقد الشائع، عندما يتم استخدام هذه الأدعية لغير حاجتها، فهي تفقد قدرتها على التخلص من العين. وهناك عدة طرق مختلفة لطلب السؤال عند الدعاء وتختلف على حسب اختلاف المنطقة، ومن أشهرها، هذه الصيغة: " ياقديستنا العذراء، ياسيدتنا، لو كان (يقال اسم الضحية) يعاني من العين، فحرريه منها . ويعاد قولها ثلاث مرات، ووفقاً للعرف، لو كان المصاب يعاني بالفعل من آثار العين السيئة، فسيبدأ هو والمعالج بالتثاؤب بكثرة. وبعد ذلك يقوم الشخص المعالج بتأدية شكل الصليب ثلاث مرات، ويبصق في الهواء ثلاث مرات كذلك.
ويتم تنفيذ تجربة أخرى للتحقق ما إذا كان مصابا بعين حاسدة وذلك عن طريق استخدام زيت الزيتون، ففي ظل الظروف الطبيعية، سيطفو الزيت في الماء، وذلك لأنه أقل كثافة من الماء. يتم تنفيذ هذه التجربة من خلال وضع قطرة واحدة فقط من زيت الزيتون في كأس من الماء المقدس، وإذا طفت القطرة، فهذا دليل على عدم وجود أي حسد. أما لو غاصت للأسفل، فهذا يؤكد على وجود العين. ونموذج آخر لهذا الاختبار وهو وضع نقطتين من زيت الزيتون في كأس من الماء، فإذا ظلت القطرتان منفصلتان، فليس هناك عين حاسدة، أما لو اندمجت القطرتان، فذلك يدل على العكس. وهذا الاختبار يؤديه عادةً أحد الأجداد، أو سيدة كبيرة في السن، لديها خبرة سابقة في المعالجة.
وقد صدق اليونانيين القدماء بالاعتقاد الشائع عن العين الحسودة، لكنهم قاموا بنسبتها إلى الشيطان والحسد. وفي علم التوحيد اليوناني، تشكل العين الحاسدة ضرراً على الحاسد أيضاِ، وكذلك المحسود بالطبع. ولدى الكنيسة اليونانية أدعية قديمة متوارثة للتحصين ضد العين، وهي مأخوذة من كتاب ميغان هايرون سينيكيدمان للأدعية.

## إيطاليا وصقلية
في بلاد صقلية تكون التميمة عادة على شكل قرن صغير وملفوفة بعناية، وتكون منحوتة من المرجان الأحمر أو مصنوعة من الذهب أو الفضة، أما الشكل المستوحى منه القرن ليس كقرن الغنم أو الماعز، بل هو قرن ملفوف يشابه قرن حيوان الإند الأفريقي .
وإحدى الاقتراحات الطريفة لبعض الرموز المستخدمة هي لرموز جنسية والهدف منها هو صرف انتباه الحاسد عن هدفه.
يقال أن الرجال الناجحين لديهم قدرة هائلة على اكتساب سمعة سيئة بسرعة، فقد كان البابا بيوس الرابع يعرف بعينة الحسودة وسوء تأثيرها، فقد كانت هناك دورة كاملة من القصص حول الكوارث التي وقعت إثر اتخاذ منصبه الحالي في روما خلال العقد الأخير من القرن التاسع عشر. أما الشخصيات العامة من كل نوع، من الشعراء أو حتى رجال العصابات استطاعوا أن يعززوا خصائص قوة أعينهم الحاسدة.

## أمريكا اللاتينية
من أوائل المعرضين لمخاطر العين أو ال «مال دي أوجر» في أمريكا الوسطى والمكسيك، هم الأطفال الرضع، وغالباً ما يتم منحهم أساور للبسها معلق فيها تمائم للحماية من العين، وعادة مايرسم عليها عيون زرقاء بشكل عشوائي.
وهناك إجراء وقائي آخر يتم اتخاذه وهو السماح للأشخاص المعجبين في الطفل أو الرضيع بلمسهم، على سبيل المثال، أي شخص يرتدي قطعة ملابس قد تثير إعجاب الآخرين، قد يحفزهم ذلك بطريقة أو بأخرى على لمسها وبالتالي يتلاشى الحسد.
وإحدى طرق العلاج الشعبية في مناطق المكسيك الريفية، يتضمنه وجود مداوي شعبي يقوم بتمرير بيضة دجاج نيئة فوق جسم الضحية لامتصاص الطاقة الحاسدة السلبية. يتم كسر البيضة في كوب من الماء ويوضع تحت سرير المريض بالقرب من رأسه. في بعض الأحيان يتم التأكد من إصابة الشخص بالعين على الفور وذلك لأن البيض يبدو كما لو قد كان يطهو . وعندما يحدث ذلك، فهذا يعني أن المريض مصاب بالعين، وبطريقة ما فإن ضرر هذا العين ينتقل للبيض ويبدأ المصاب بالشفاء فوراً. فتختفي جميع الأعراض من (حمى، وقيء/ الإسهال والغثيان وأي نوع من أنواع الألم يزول على الفور)، وفي ثقافة أسبانيا التقليدية الواقعة جنوب غرب الولايات المتحدة وبعض أجزاء من المكسيك، قد يتم تمرير البيض على جسم المريض بشكل صليب وذلك أثناء تلاوة بعض من الآيات السماوية. يتم وضع البيضة في كأس ماء تحت السرير، قرب رأس المصاب بالعين، ويتم التحقق من البيضة في الصباح فإذا بدت كالبيضة المطبوخه فهذا يعني أنه كان مصاب بالعين وسوف يشعر بالتحسن قريبا. في بعض الأحيان، إذا بدأت صحة المريض في التدهور، وكان الشخص الحاسد غير مجهول الهوية، فإن لمس هذا الشخص الحاسد للضحية «والتي غالباً ماتكون من الأطفال»، قد يؤدي إلى زوال المرض فوراً، ويتم تحرير الضحية من هذه العين.
في بعض أجزاء أمريكا الجنوبية، تعتبر إصابة شخص ما بالعين تصرفا لا إراديا، فقد يؤدي إعجاب الشخص وتحديقه بالطفل أو الحيوان أو حتى الجمادات، إلى إصابتهم بالعين. وقد يؤدي هذا للمرض أو الشعور بعدم الراحة، أو حتى قد يتسبب بالموت للأطفال أو الحيوانات، وتدمير الجمادات كالسيارات أو المنازل. وبما أن الاعتقاد الشائع أن هذا العمل غير مقصود، فإن الطريقة الصحيحة والمتداولة للحماية ضد العين هو عن طريق ربط شريط أحمر اللون، في الحيوانات أو الأطفال أو حتى الجمادات، وذلك من أجل جذب الأنظار للشريط وتشتيتها عن الشيء الأساسي.

## المكسيك
في كثير من الأحيان، سبب الإصابة بالعين لا يعود للحسد فقط، ولكن طالما كان الحسد جزء رئيسي للإصابة بالعين فسيظل هناك دائماً إحساس بانعدام الأمن وخوف متعلق بهذه القوى المعادية للبيئة المحيطة. وفي دراسة للمواقف الطبية قامت بها مارغريت كلارك في مركز سانتا كلارا ڤالي الواقع في كاليفورنيا، وصلت إلى إستنتاج مشابه للأساسي: «من بين الشعوب المتحدثون بالإسبانية في منطقة سال سي بيودز، يعد المريض ضحية بريئة ومذعنة لهذه القوى الخبيثة المتسببة بالعين. وقد تكون هذه القوى إما سحرة أو أرواح شريرة، أو حتى بداية ظهور آثار الفقر وكذلك البكتيريا الفتاكة التي تغزو جسم الضحية. وقد يتسبب أي شخص بإصابة للآخرين بالعين بشكل غير متعمد، فالمفاهيم الشعبية المكسيكية عن هذا السقم تستند إلى حد ما على فكرة أنه من الممكن أن يصاب الناس بالأذى بسبب لا مبالاة الآخرين أو تصرفاتهم الخبيثة».
جانب آخر من أعراض الإصابة بالعين في مدينة إكستبخي المكسيكية، وهو اضطراب في درجة حرارة وبرودة جسم الضحية. فطبقاً لاعتقاد شائع، الآثار السيئة نتيجةً لهجوم قوى الطرف العدائي الساخنة تقوم بالدخول إلى جسم الطفل وتسبب له خلل في توازن درجة الحرارة. وقد أظهرت كورير كيف أن نظام البرودة والسخونة المكسيكي ليس إلا نموذج شعبي لاواعي للخوف والقلق من المجتمع. ووفقاً لماقالته كورير. «أن طبيعة مجتمع الفلاحين المكسيكيين هو أنه ينبغي على كل فرد المحاولة بإستمرار لتحقيق التوازن بين القوتين الاجتماعتين المعارضتين: الإتجاه لطريق التآلف والمودة، أو التراجع والانسحاب. ولذلك يعد انشغال الفرد المتواصل لتحقيق التوازن بين البرودة والحرارة ليس إلا نهج للخوض في الدور مرة أخرى، على سبيل المثال النشاطات الأساسية في العلاقات الاجتماعية».

## الولايات المتحدة الأمريكية
في عام 1946م ، قام الساحر الأمريكي هنري قاماش بنشر نص يسمى «أهوال العين الحسودة إنكشفت»، والذي يحتوي على توجيهات لتحصين النفس ضد العين، وقد تم إعادة طباعته في وقت لاحق باسم (الوقاية من الشرور). ويعرف أيضاً بين شباب المناطق المتحضرة باسم «ماقن الوضيع» أو «دوقن المجنون».